# Губернатор Забайкальского края
Губернатор Забайкальского края — высшее должностное лицо Забайкальского края. Губернатор возглавляет систему органов исполнительной власти края.

## Полномочия губернатора
Полномочия губернатора Забайкальского края:
- представляет Забайкальский край в отношениях с федеральными органами государственной власти, органами государственной власти субъектов Российской Федерации, органами местного самоуправления и при осуществлении внешнеэкономических связей, при этом вправе подписывать договоры и соглашения от имени края;
- обнародует законы Забайкальского края, принятые Законодательным Собранием Забайкальского края, удостоверяя их обнародование путём подписания законов;
- формирует Правительство Забайкальского края в соответствии с законом Забайкальского края и принимает решение об его отставке;
- распределяет обязанности между заместителями председателя Правительства края;
- назначает, освобождает от должности членов Правительства Забайкальского края, а также руководителей иных исполнительных органов государственной власти Забайкальского края;
- представляет в Законодательное Собрание Забайкальского края на согласование кандидатуры для назначения на должность отдельных членов Правительства края в соответствии с законом Забайкальского края;
- представляет в Законодательное Собрание Забайкальского края проект бюджета Забайкальского края, проекты программ социально- экономического развития Забайкальского края и отчеты об их исполнении, а также ежегодные отчеты о результатах деятельности Правительства Забайкальского края, в том числе по вопросам, поставленным Законодательным Собранием Забайкальского края;
- вправе требовать созыва внеочередного заседания Законодательного Собрания Забайкальского края, а также созывать вновь избранное Законодательное Собрание Забайкальского края на первое заседание ранее срока, установленного для этого Законодательному Собранию Забайкальского края Уставом Забайкальского края;
- вправе участвовать в работе Законодательного Собрания Забайкальского края с правом совещательного голоса;
- обеспечивает координацию деятельности исполнительных органов государственной власти края с Законодательным Собранием Забайкальского края и в соответствии с законодательством Российской Федерации может организовывать взаимодействие исполнительных органов государственной власти Забайкальского края с федеральными органами исполнительной власти и их территориальными органами, органами местного самоуправления и общественными объединениями;
- рассматривает ходатайства и вносит представления в соответствующие органы о награждении государственными наградами Российской Федерации;
- осуществляет иные полномочия в соответствии с федеральными законами, Уставом и законами Забайкальского края.

Губернатор Забайкальского края возглавляет правительство Забайкальского края, определяет в соответствии с Конституцией Российской Федерации, федеральными конституционными законами, федеральными законами и иными нормативными правовыми актами Российской Федерации, Уставом Забайкальского края и законами Забайкальского края основные направления деятельности правительства Забайкальского края и организует его работу.
Полномочия губернатора Забайкальского края по организации работы правительства Забайкальского края:
- представляет Правительство Забайкальского края в Российской Федерации и за пределами территории Российской Федерации;
- ведет заседания Правительства Забайкальского края, обладая правом решающего голоса;
- подписывает правовые акты Правительства Забайкальского края;
- формирует Правительство Забайкальского края в соответствии с законом Забайкальского края и принимает решение о его отставке;
- назначает, освобождает от должности членов Правительства Забайкальского края;
- представляет в Законодательное Собрание Забайкальского края на согласование кандидатуры для назначения на должности заместителя председателя Правительства Забайкальского края — руководителя Администрации Губернатора Забайкальского края, заместителя председателя Правительства Забайкальского края — руководителя Администрации Агинского Бурятского округа Забайкальского края, заместителя председателя Правительства Забайкальского края по инвестиционной политике и развитию инфраструктуры, заместителя председателя Правительства Забайкальского края по промышленности и природным ресурсам, заместителя председателя Правительства Забайкальского края по социальным вопросам, заместителя председателя Правительства Забайкальского края по финансово- экономическим вопросам;
- утверждает Регламент Правительства Забайкальского края[1].

## История
Указами Президента Российской Федерации главой администрации Читинской области 1 февраля 1996 года назначен Равиль Гениатулин. Впоследствии трижды (27 октября 1996 года, 29 октября 2000 года и 14 марта 2004 года) переизбирался главой администрации Читинской области.
Предварительная работа по объединению Агинского Бурятского автономного округа и Читинской области была начата на уровне властей регионов в апреле 2006 года. Глава администрации Агинского Бурятского АО Баир Жамсуев, губернатор Читинской области Равиль Гениатулин и главы региональных парламентов обратились с соответствующим письмом к Президенту России Владимиру Путину, и 17 ноября 2006 года он поддержал эту инициативу.
Референдум об объединении состоялся 11 марта 2007 года. В Агинском Бурятском автономном округе за объединение высказались 94 %, против — 5,16 %, в референдуме приняли участие 82,95 % избирателей округа. В Читинской области за объединение высказались 90,29 %, против — 8,89 %, в референдуме приняли участие 72,82 % избирателей области.
23 июля 2007 года В. Путин подписал федеральный конституционный закон «Об образовании в составе Российской Федерации нового субъекта Российской Федерации в результате объединения Читинской области и Агинского Бурятского автономного округа». С 1 марта 2008 года был образован новый субъект Российской Федерации Забайкальский край.
29 января 2008 года Гениатулин выдвигается в качестве кандидата на должность губернатора Забайкальского края. 5 февраля 2008 года депутаты законодательных собраний обоих субъектов Федерации утвердили его губернатором.
1 марта 2013 года по истечении срока полномочий Гениатулина временно исполняющим обязанности губернатора Забайкальского края назначен депутат Государственной Думы от Справедливой России Константин Ильковский
8 сентября 2013 года победил на выборах губернатора Забайкальского края, набрав 71,63 % голосов. 18 сентября он официально вступил в должность.
Губернаторство К. Ильковского было отмечено рядом скандалов: регион находится в предбанкротном состоянии, дефицит краевого бюджета составляет 5,5 млрд рублей, работникам бюджетной сферы регулярно задерживают заработную плату, в аренду китайской компании планируется передать 115 тыс. га земель в Забайкальском крае сроком на 49 лет.
17 февраля 2016 года Президент РФ Владимир Путин принял отставку Ильковского по собственному желанию. Отставка губернатора была связана с плохой финансовой дисциплиной, а также из-за невыполнения обязательств региона по переселению граждан из аварийного жилья.
С 17 февраля 2016 года исполняющей обязанности губернатора Забайкальского края назначена Председатель краевого Законодательного Собрания Наталья Жданова. 18 сентября 2016 года избрана губернатором Забайкальского края от партии «Единая Россия», вступила в должность 29 сентября. 11 октября 2018 года Жданова подала в отставку. Одна из причин — сложная социально-экономическая ситуация в регионе, которая считается одной из наиболее тяжелых в стране, и низкий уровень поддержки среди населения. Освобождена от должности 25 октября 2018 года. В этот же день, указом Президента России Владимира Путина, временно исполняющим обязанности губернатора Забайкальского края назначен Осипов Александр Михайлович.

## Список губернаторов Забайкальского края
| N                               | Руководитель          | Пребывание в должности | Пребывание в должности |
| N                               | Руководитель          | Начало руководства     | Конец руководства      |
| Губернаторы Забайкальского края |                       |                        |                        |
| 1                               | Равиль Гениатулин     | 5 февраля 2008         | 1 марта 2013           |
| 2                               | Константин Ильковский | 1 марта 2013 (врио)    | 18 сентября 2013       |
| 2                               | Константин Ильковский | 18 сентября 2013       | 17 февраля 2016        |
| 3                               | Наталья Жданова       | 17 февраля 2016 (врио) | 29 сентября 2016       |
| 3                               | Наталья Жданова       | 29 сентября 2016       | 25 октября 2018        |
| 4                               | Александр Осипов      | 25 октября 2018 (врио) | 19 сентября 2019       |
| 4                               | Александр Осипов      | 19 сентября 2019       | настоящее время        |